# Caònia

Tribus de l'Epir a l'antiguitat

Caònia (en grec antic Χαονία o Χάων) era un país de l'Epir habitat pels caons. El seu nom deriva de Càon, un príncep troià fill de Príam. Era a la costa, davant de Còrcira. El seu extrem nord era el cap Acroceraunios i les muntanyes Ceràuniques; a l'est, l'Atintània; al sud, Tespròcia; i a l'oest, la mar Adriàtica.

## Ciutats
- Phoenice, a l'altura del nord de Còrcira, però a uns 20 km a l'interior.
- Butrot, prop del límit sud, a la costa; va ser colònia romana.
- Fenike